# Tarok
Tarók je igra s kartami, ki je nastala v prvi polovici 15. stoletja v Italiji. Od tod se je igra razširila proti Franciji (francoski tarok) in v nemško govoreče dežele. V habsburški monarhiji je bila izredno priljubljena - prinesla je celo vzdevek celotni državi: Tarockanien. V njej so se razvile številne krajevne različice taroka. 
Posebnost tarokovskih kompletov je stalna adutska barva (aduti), ki se pridružuje običajnim štirim barvam kart. Igre in kompleti, ki jih angleško govoreči imenujejo z francoskim imenom "tarot," se v izvirni italijanščini imenujejo "tarocchi," v nemščini "Tarock," podobna imena pa imajo tudi v drugih jezikih. 
Tarok karte so bile izumljene z namenom igranja kart, pri čemer so prinesle eno največjih inovacij v zgodovini iger za pobiranje štihov: koncept adutov. Ta novost je omogočila razvoj strateških elementov igre in močno vplivala na njen razvoj ter širjenje. Približno ob istem času ali nekoliko prej se je v južnonemški igri Karnöffel pojavil podoben koncept, kjer so imele določene karte izbrane barve vlogo polnih ali delnih adutov. Čeprav so te značilnosti ohranjene v igrah družine Karnöffel, jih v taroku ni. Aduti v taroku so stalni in ločeni od preostalih štirih barv, kar daje igri edinstveno strukturo in dinamiko.

## Zgodovina
Uvedba adutov je ena največjih inovacij v igrah za pobiranje štihov, skupaj s konceptom dražb. Adutske karte, imenovane trionfi, so se prvič pojavile z nastankom tarok kart okoli leta 1420 v Italiji, ko jih je vojvoda Milana naročil s podobami grških in rimskih bogov. Tarok igre so se razširile po Evropi, razen na Britanskem otočju, Iberskem polotoku in Balkanu.
Prvi podrobni zapis pravil je leta 1637 objavil opat de Marolles, igra pa je vključevala posebna plačila za določene kombinacije in zadnji štih. Tarok igre se igrajo s štirimi običajnimi barvami in eno daljšo barvo adutov. Igralec, ki ne more slediti barvi štiha, mora igrati aduta. Novejše različice so prevzele elemente iz drugih iger, kot je dražba iz Ombre.
Tarok kart niso izumili za okultne namene, temveč za igro. Kljub temu so od 18. stoletja zaradi teorij, kot je tista de Gébelina, postale priljubljeno orodje za vedeževanje, danes pa se v ta namen uporabljajo posebni kompleti. V Evropi igre taroka ostajajo priljubljene, zlasti v Franciji, Avstriji in Italiji, kjer se igrajo številne različice.

## Razširjenost
Danes se tarok v takšni ali drugačni obliki igra v Nemčiji, Franciji, Avstriji, Sloveniji, na Češkem, na Slovaškem, v Romuniji in v Ukrajini. V domovini Italiji ni več tako priljubljen. V Nemčiji se je razvil poseben bavarski tarok, običajni pa se igra manj (v Črnem lesu) pod imenom cego. 
V Sloveniji je igra zelo razširjena. Igrajo jo igralci vseh slojev, posebno pa je priljubljena med mladino (dijaki, študentje). Obstaja tudi Tarok zveza Slovenije, ki je članica Olimpijskega komiteja Slovenije. Tarok je miselna igra.

## Karte
Tarok se igra s posebnimi kartami, skupaj 54:
22 tarokov: označeni so z I do XXI, pri čemer je 22. tarok imenovan škis, XXI se imenuje mond, I (najmanjši) pa pagat (pogovorno tudi špica ali palčka). Pagat, mond in škis sestavljajo "trulo".
32 barvnih kart (platelci): razdeljene so na 4 barve (srce, karo, pik, križ). Vsaka barva ima 8 kart:
- Črne barve (pik, križ): številčne vrednosti od 7 do 10 (10 najvišja, 7 najnižja).
- Rdeče barve (karo, srce): številčne vrednosti od 1 do 4 (1 najvišja, 4 najnižja).
- Figure: fant, kaval, dama, kralj.

V taroku imajo karte različne vrednosti, ki se uporabljajo pri štetju točk po koncu igre. Vrednosti kart so razdeljene v dve skupini: slikovne karte (kralji, dame, kavali, fantje) in ostale karte.
Vrednosti slikovnih kart:
- Pagat: 5 točk
- Mond: 5 točk
- Škis: 5 točk
- Kralj: 5 točk
- Dama: 4 točke
- Kaval: 3 točke
- Fant: 2 točki

Vse ostale karte so vredne po 1 točko.

## Potek igre

#### 1. Priprava
Tarok lahko igrajo 2, 3 ali 4 igralci. Najzanimivejše je igranje v skupinah treh ali štirih. 
Delilec premeša karte, nato jih privzdigne igralec nasproti delilcu (pri štirih igralcih) ali igralec tik pred delilcem (pri treh igralcih).

#### 2. Delitev kart
- Delitelj najprej razdeli vsakemu igralcu po 6 kart,
- nato pripravi 6kart za talon, ki jih obrnjene položi predse.
- Nato ponovno razdeli vsakemu igralcu še en krog po 6 kart.
- Pri treh igralcih: vsak dobi 16 kart v dveh krogih po 8 kart.

#### 3. Licitiranje
Začne igralec za delilcem, vrstni red pa določa prioriteto (delilec ima najnižjo).
Možne igre (od najnižjše do najvišje):
- Trojka (10 točk)
- Dvojka (20 točk)
- Enka (30 točk)
- Pikolo (35 točk, neuradna igra): igralec napove, da bo pobral samo en vzetek.
- Solo tri (40 točk)
- Solo dve (50 točk)
- Solo ena (60 točk)
- Berač (70 točk): igralec napove, da ne bo pobral ničesar.
- Solo brez talona (80 točk): igralec ne uporablja talona.
- Odprti berač (90 točk): igralec razgrne svoje karte.
- Valat (125 točk): igralec pobere vse vzetke.
- Barvni valat (500 točk): igralec pobere vse vzetke, pri tem pa barvna karta velja več kot tarok.

V primeru, da vsi igralci rečejo "Naprej", igrajo klopa. 
Klop je igra, ki se igra, če vsi igralci zavrnejo licitiranje. Vsi igralci igrajo samostojno in cilj je zbrati čim manj točk, pri čemer kralji, trula in taroki prinašajo največ točk. Igra se brez napovedi, kontriranja in talona, zmaga pa tisti, ki ima na koncu najmanj točk, saj se vse pridobljene točke vsakemu igralcu iz skupnega seštevka odštejejo. 

#### 4. Zalaganje kart
Igre trojka, dvojka, enka, solo tri, solo dve in solo ena so edine, kjer se odpre talon. Talon se razdeli na skupine po tri, dve ali eno karto, kar ustreza imenu igre. Če igrajo štirje in igra ni solo, mora igralec, ki vodi igro, pred odpiranjem talona določiti partnerja. To stori tako, da izbere barvo, v kateri ima kralja; igralec, ki ima kralja te barve, postane njegov partner. Če ima vodilni igralec sam tega kralja (tiho solo) ali če je kralj izbrane barve v talonu, igra brez partnerja. 
Posebnost tihega sola je, da nasprotniki na začetku ne vedo, da igralec igra sam, kar oteži njihovo usklajevanje. Pravilo o neizdajanju informacij določa, da se partner ne sme razkriti prostovoljno. Njegova vloga in identiteta postaneta jasni šele skozi potek igre, običajno takrat, ko s svojimi potezami podpre igralca, ki je napovedal barvo.
5. Napovedi
Napovedi omogočajo dodatne točke (pozitivne ali negativne), odvisno od uspešnosti igre. Napovedi mora igralec prijaviti pred začetkom igre, ko še ni odložil svojih kart in izjavil, da "leži". Nenapovedane izvedbe so vredne manj točk kot napovedane.
Vrste napovedi:
1. Pagat ultimo
  - Napovedano: Igralec napove, da bo pagat (najnižji tarok) pobral zadnji vzetek igre. Napovedan pagat ultimo prinese 50 točk, medtem ko tihi, nenapovedani pagat prinese le 25 točk.
2. Trula
  - Napovedano: Igralec napove, da bo med svojimi vzetki imel vse tri najvišje taroke: pagata, monda in škisa. Napovedana trula prinese 20 točk, tiha izvedba pa le 10 točk.
3. Trulpagat
  - Kombinacija trule in pagata ultima.
  - Napovedano: Prinese 70 točk.
  - Tiho: Prinese 35 točk.
4. Kralji
  - Napovedano: Igralec napove, da bo priigral vse štiri kralje. Napovedani kralji so vredni 20 točk, medtem ko tihi kralji prinesejo 10 točk. Pri igri s partnerjem lahko klicani partner napove svojega kralja, kar mu prinese enake točke. Če kralja ne uspe obdržati, so točke izgubljene.
5. Solo
  - Igralec napove, da bo igral sam proti trem nasprotnikom. Napovedani solo prinese dodatnih 10 točk. Pogosto se uporablja, ko ima igralec vse štiri kralje.
6. Valat
  - Igralec napove, da bo zmagal vse vzetke v igri in nasprotnikom ne bo prepustil nobenega.
  - Napovedano: Prinese 500 točk.
  - Tiho: Vrednost se prepolovi na 250 točk.

Kontriranje napovedi:
Vse napovedi je mogoče kontrirati, kar poveča vrednost točk napovedi. Kontriranje pomeni podvojitev točk (x2), pri naslednjih rekontreh se vrednost poveča eksponentno (x4, x8, x16).
Opomba:
Igralec lahko napove le tisto, kar ima v svojem listu, saj je sporazumevanje med partnerji prepovedano. Če napoved ni izvedena, točke pridobijo nasprotniki.

#### 6. Kontriranje
Igro je mogoče kontrirati. Nasprotnik (seveda ne partner), ki meni, da igralec ne bo zmagal, lahko pove "kontra". S tem se podvojijo točke, ki jih igra prinese, bodisi pozitivne (če igralec zmaga) bodisi negativne (če igralec izgubi). Če je igralec dovolj samozavesten, lahko pove tudi "re(kontra)", kar podvoji točke še enkrat, torej jih pomnoži s štirimi. Nasprotnik lahko nato izvede še "sub" (kar pomeni, da se točke pomnožijo z osmimi), igralec pa lahko še naprej pove "mort", kar pomeni pomnožitev točk s šestnajstimi. Sub-kontra se sicer pojavi zelo redko.
Sledijo napovedi, ki jih lahko naznani igralec, njegov partner ali nasprotnik. Na koncu igre se določeni dosežki nagradijo z dodatnimi točkami. Če so ti dosežki napovedani, se točkujejo dvojno, vendar neuspeh prinese dvojne negativne točke. Na primer, če imaš v svojih vzetkih vse kralje, dobiš dodatnih 10 točk; če jih nimaš, ne dobiš in ne izgubiš dodatnih točk. Če pa napoveš kralje, potem v prvem primeru dobiš 20 točk, v drugem primeru pa -20 točk. Tudi napovedi so lahko kontrirane (teoretično tudi do morta).
Trula: Vsa trula bo med vzetki, ki pripadajo isti strani. To prinese 10 točk. Če nasprotna stran dobi trulo, igralec dobi -10. Napove jo lahko kdorkoli.
Kralji: Vsi kralji bodo med vzetki, ki pripadajo isti strani. To prinese 10 točk. Če nasprotna stran dobi kralje, igralec dobi -10. Napove jih lahko kdorkoli.
Pagat ultimo: Tvoj pagat bo pobral v zadnjem krogu igre in prinesel 25 točk. Če pade v zadnjem krogu in ne pobere (tudi če ga pobere nekdo z iste strani), se pripozna -25 točk (tudi če ni bil napovedan). Če pa je napovedan, uspeh prinese 50 točk, neuspeh pa -50. Napove ga lahko kdorkoli.
Kralj ultimo: Rufan kralj bo vržen v zadnjem krogu in ne bo padel v nasprotnikove roke. Pobere ga lahko samo partner, ki je vrgel kralja, ali igralec, ki ga je rufal. To prinese 10 točk. Kot pri pagat ultimo, nenapovedan kralj šteje negativno, če pade v zadnjem krogu in ga pobere nasprotnik. Napove ga lahko samo partner, kar je edini legalen način, da se partner razkrije pred začetkom igre.
Valat: Ena stran dobi vse vzetke, kar prinese 250 točk. Te točke se štejejo kot igra, zato običajno ni normalnega točkovanja igre. Napove ga lahko kdorkoli.
Barvni valat: Ta je lahko samo napovedan, saj se pravila glede tega, kdo pobere, spremenijo. Prinese 250 točk. Napove ga lahko kdorkoli.

#### 7. Potek igre
Igra se začne s tem, da se odigrajo krogi, katerih število je odvisno od števila igralcev: 12 krogov, če so štirje (ker vsak igralec dobi 12 kart), ali 16 krogov, če so trije. V prvem krogu vodi igralec, ki sedi takoj za delilcem. V naslednjih krogih pa vodi vedno tisti, ki je pobral zadnji vzetek.
Igralec, ki vodi, odvrže eno izmed svojih kart in jo položi na sredino mize. Sledijo karte drugih igralcev, ki jih igrajo v vrstnem redu. Če igralec ni tisti, ki vodi v tem krogu, mora odvreči karto, ki je iste barve kot tista, ki vodi. Če tega ni mogoče storiti, ali če vodi tarok, mora odvreči tarok. Če tudi to ni mogoče, lahko odvrže katerokoli karto.
Če v krogu ne pade noben tarok, pobere tisti igralec, ki ima najvišjo karto iste barve, kot je vodena karta. Če pa v krogu pade vsaj en tarok, pobere najvišji tarok, razen v primeru, ko pade vsa trula, ko pobere pagat. Vzetek ne pripada igralcu, ki je pobral karto, temveč njegovi strani. Ker so strani na začetku igre neznane, igralci, za katere še ni jasno, kateri strani pripadajo, zbirajo vzetke na svojem kupu, dokler se kasneje ne izkaže, kateri strani pripadajo. Ko so strani razkrite, se kupe združijo.
Ostanek talona (ali celoten talon v primeru solo igre brez talona) mora biti položen na kup nasprotnika. Založene karte morajo ostati na dnu kupa, kjer se zbirajo vzetki, ki pripadajo strani, ki igra. Ko so vse karte odigrane, se začne štetje pobranih kart.

#### 8. Štetje kart v taroku
Ker je štetje točk v osnovni obliki nekoliko zapleteno, se uporablja pravilo, da se karte razvrstijo v skupine po tri (karta z večjo vrednostjo plus še dve karti z vrednostjo 1), saj se od skupnega seštevka treh kart zmeraj odšteje 2. 
Formula za štetje točk v skupinah:
- Skupina s kraljem: (5 + 1 + 1) - 2 = 5 točk
- Skupina z damo: (4 + 1 + 1) - 2 = 4 točk
- Skupina s kavalom: (3 + 1 + 1) - 2 = 3 točk
- Skupina s fantom: (2 + 1 + 1) - 2 = 2 točk
- Skupina treh nižjih kart: (1 + 1 + 1) - 2 = 1 točk

Če na koncu ostane ena karta ali dve, se od vrednosti (ali vsote obeh vrednosti) odšteje 1. 
Celoten komplet kart ima skupno vrednost 70 točk. Za zmago mora igralec zbrati več kot polovico teh točk, torej vsaj 35. Vrednost igre se nato prilagodi glede na razliko od 35 točk.
Na primer, če igralec igra solo dve (kar prinaša 50 točk) in zbere 44 točk, je zmagal z razliko 9 točk, kar mu prinese 59 točk. Če pa zbere manj kot 35 točk, na primer 26 točk, pomeni, da je izgubil z razliko 9 točk, kar prinaša -59 točk. Če igralec zbere točno 35 točk, se šteje, da je izgubil brez razlike, kar pomeni -50 točk.
K tem osnovnim točkam se nato prištejejo ali odštejejo vrednosti napovedanih ali nenapovedanih dosežkov, prav tako pa se pomnožijo z morebitnimi kontrami. V solo igrah točke prejme ali izgubi le posamezen igralec, medtem ko v igrah s partnerjem točke vplivajo na oba. 